# Club Atlético Alvear
Il Club Atlético Alvear è stata una società calcistica argentina di Caseros, fondata il 1º luglio 1903.

## Storia
L'Alvear venne fondato nel 1903 a Caseros. Affiliatosi alla Asociación Argentina de Football, nel 1922 partecipò per la prima volta a un torneo di massima serie, la Copa Campeonato. Alla sua prima partecipazione a tale campionato giunse al settimo posto. L'anno seguente chiuse 17º, e nel 1924 si posizionò 18º. Nel 1925 terminò all'ultimo posto sulle 23 squadre partecipanti. L'ultima edizione disputata dall'Alvear fu quella del 1926: si concluse con il decimo posto in classifica. Insieme ad altri club, l'Alvear fu retrocesso in seguito alla fusione della AAF con la AAm. La società partecipò dunque alla Primera División B, chiudendo la prima stagione in serie cadetta al 14º posto. Nel 1928 si classificò ultimo in seconda divisione. Nel 1929 migliorò considerevolmente il proprio rendimento, salendo fino al quarto posto. Nel 1930 giunse in settima posizione. Nel 1931 il Club Alvear si fonde con l'Atlético Caseros: questa unione termina nello stesso anno.